# Brunei International Airport
Brunei International Airport is een internationale luchthaven in Bandar Seri Begawan in Brunei. Het ligt circa 11 km van het centrum van de stad, bereikbaar in circa 10 minuten via de Sultan Hassanal Bolkiah Highway.
Enkele luchtvaartmaatschappijen op Brunei International Airport zijn Royal Brunei, Singapore Airlines, Malaysia Airlines, AirAsia, Cebu Pacific en Thai Airways International.
Er worden jaarlijks circa 2 miljoen passagiers vervoerd. Er is een goederenterminal met een capaciteit van circa 50.000 ton vracht en een terminal voor de sultan van Brunei. In 2005 verwerkte Brunei International Airport circa 1,3 miljoen passagiers.
In 2008 werden er plannen voor uitbreiding gemaakt. Het plan wordt in fasen uitgevoerd.

## Maatschappijen en bestemmingen
- AirAsia - Kuala Lumpur
- Cebu Pacific - Manila
- Malaysia Airlines - Kuala Lumpur
- MASWings - Kota Kinabalu, Kuching
- Royal Brunei Airlines - Bangkok, Dubai, Ho Chi Minh City, Hong Kong, Jakarta, Jeddah, Kota Kinabalu, Kuala Lumpur, Londen-Heathrow, Melbourne, Manila, Shanghai, Singapore, Surabaya
- Silkair - Singapore
- Singapore Airlines - Singapore